# Vogelvrij (Big2)
Vogelvrij is een lied van de Nederlandse rapper Big2 in samenwerking met de Nederlandse rappers Josylvio en Sticks. Het werd in 2021 als single uitgebracht en stond in hetzelfde jaar als zesde track op het album New life van Big2.

## Achtergrond
Vogelvrij is geschreven door Twan van Steenhoven, Junte Uiterwijk, Joost Theo Sylvio Yussef Abdel Galil Dowib en Kevin Bosch en geproduceerd door Big2. Het is een nummer dat past in het genre nederhop. In het lied rappen de artiesten over een gevoel van vrijheid en het leven leven zonder beperkingen. Het is de eerste en anno 2023 de eerste keer dat de drie als soloartiesten met elkaar een hit hebben.

## Hitnoteringen
De artiesten hadden bescheiden succes met het lied in Nederland. Het stond op de 93e plaats van de Single Top 100 in de enige week dat het in deze hitlijst te vinden was. De Top 40 en haar Tipparade werden niet bereikt.